# جبال دالو
جبال دالو (((بالصينية: 大娄山)}) هي سلسلة جبال من الحجر الجيري تمتد لمسافة 300 كم من الشمال الشرقي إلى الجنوب الغربي عبر هضبة يونان قويتشو ممتدة في مقاطعتي قويتشو و سيتشوان، بجمهورية الصين الشعبية. وبارتفاع 2,251 متر، فإن جبل جينفو (金佛山) في مقاطعة نانشوان، تشونغكينغ هي أعلى قمة في سلسلة الجبال وهي أيضاً حد التصريف بين نهري وو و تشيشوي.